# Comunità ebraica di Milano

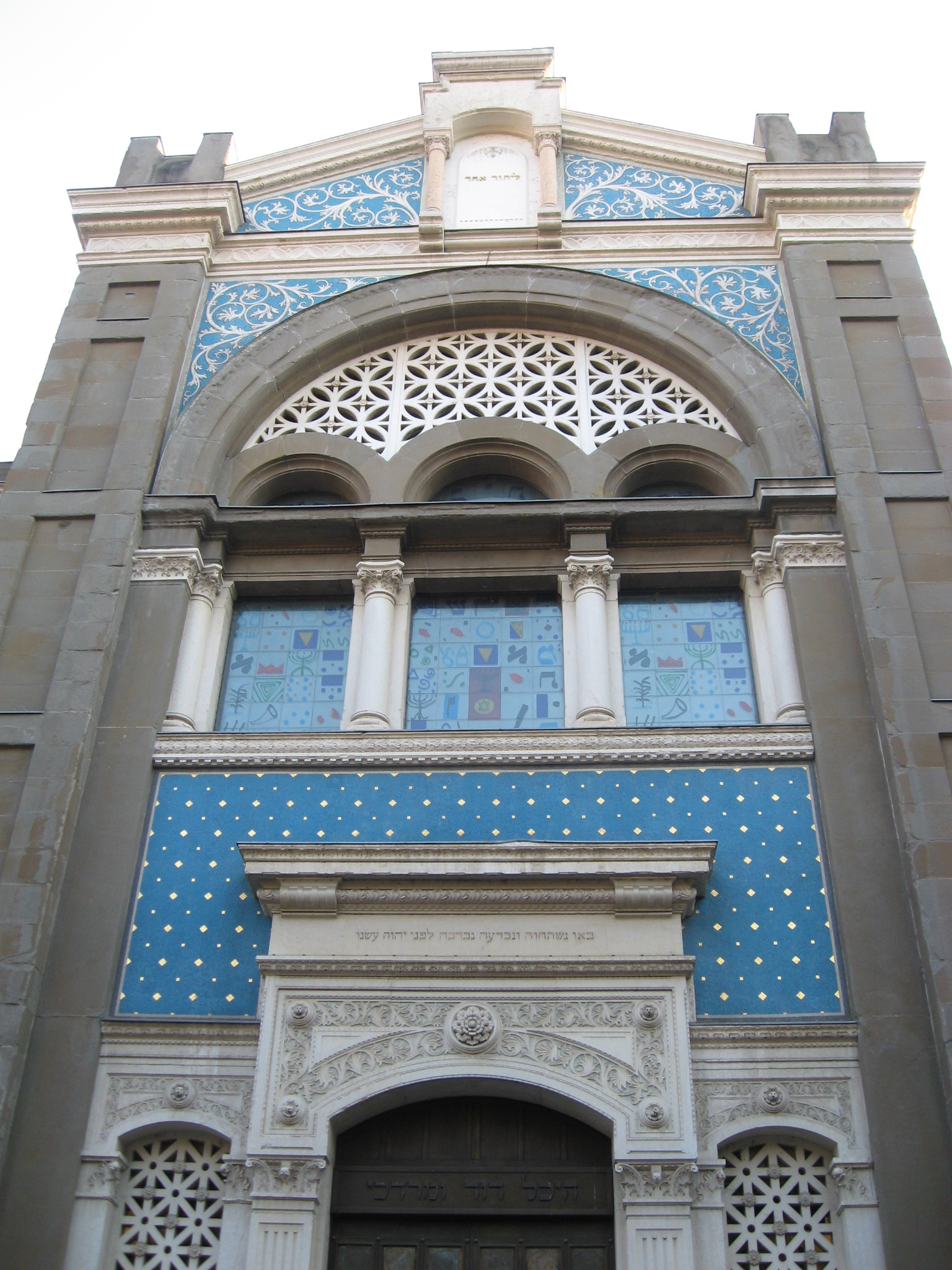
Sinagoga centrale di Milano in via della Guastalla

La comunità ebraica di Milano è una delle ventuno comunità ebraiche italiane riunite nell'UCEI. Con i suoi oltre 7.000 appartenenti è la seconda in Italia dopo quella di Roma. La comunità ha sede in via Sally Mayer, 2.

## Storia
La comunità è relativamente di recenti origini e i primi arrivi risalgono agli inizi dell'Ottocento con le libertà concesse da Napoleone.
Ancora molto esigua, allora dipendente da quella di Mantova, la comunità contava nel 1820 appena una trentina di persone ma rapidamente si ingrandì soprattutto per l'arrivo di ebrei provenienti proprio da Mantova e altri centri minori. Nel 1849 la popolazione ebraica aveva già raggiunto le 200 unità, sicché nel 1866 fu istituito un locale "Consorzio israelitico", embrione dell'attuale istituzione. Nel 1870 si contavano 700 appartenenti, e appena vent'anni dopo la presenza ebraica si era moltiplicata (2000 persone su una popolazione cittadina di 400.000 abitanti). Lo sviluppo economico e industriale e il clima cosmopolita di tolleranza ne favorirono la crescita.
La comunità si raccolse dapprima attorno ad un piccolo oratorio in via Stampa 4, contiguo all'appartamento del rabbino Prospero Moisè Ariani. Nel 1892 fu inaugurato il Tempio di via Guastalla, che con gli annessi uffici divenne il centro della vita liturgica della comunità. Si aprirono anche le scuole in un edificio in via Disciplini 11, dapprima un asilo al quale nel 1920 si aggiunsero le classi elementari. Nel 1928 le scuole furono trasferite in una nuova sede in via Eupili. All'epoca la comunità contava 4500 iscritti, che negli anni Trenta divennero 8000 in seguito all'arrivo di numerosi ebrei tedeschi che fuggivano dalle persecuzioni naziste. Nel 1938 Milano accolse una nuova ondata di immigrati ebrei, questa volta dalle comunità minori italiane, che cercarono rifugio nelle sue forti istituzioni di fronte alla crisi prodotta dall'approvazione delle leggi razziali. Si raggiunsero le 12.000 unità. In città, in un ufficio in via Vittorio Veneto 12, operava la DELASEM, l'ente creato nel 1938 dall'UCEI per aiutare i profughi ebrei che fuggivano dai paesi sotto il controllo del Terzo Reich. Circa 5.000 ebrei espatriarono da Milano tra il 1939 e il 1941 per raggiungere la Palestina o le Americhe. L'attività della DELASEM proseguì fino al 1943, quando la sede fu distrutta da un bombardamento, e clandestinamente per tutto il periodo dell'occupazione nazista e della Repubblica Sociale Italiana, anche con il sostegno della Curia milanese e delle forze laiche antifasciste. Si trattava allora di dare assistenza e rifugio agli ebrei rimasti in città e ai numerosi di passaggio verso l'espatrio clandestino in Svizzera. 
La Shoah colpì duramente la comunità di Milano che vide deportati 896 suoi appartenenti (solo 50 sopravvissero), tra di essi gli anziani della casa di riposo che nel periodo bellico, nel 1942, erano stati evacuati a Mantova per proteggerli dai bombardamenti. Nell'agosto del 1943 anche il tempio di via Guastalla era stato gravemente danneggiato e semidistrutto da un'incursione aerea.
La vita della comunità riprese immediatamente dopo la Liberazione, il 25 aprile 1945. In attesa che fossero riparati gli edifici danneggiati dalla guerra, la comunità ottenne in affitto il Palazzo Odescalschi, in via Unione 5, che operò per alcun anni, fino al 1952, come centro comunitario e luogo  di culto. Riprese a funzionare l'ambulatorio medico della comunità a Porta Venezia e furono riaperte le scuole in via Eupili 6/8.  
Milano divenne anche uno dei centri principali dell'emigrazione clandestina in Palestina. In via Cantù 5, presso i locali della Brigata ebraica, si installò un ufficio fantasma del Mossad LeAliyah Bet, diretto da Yehuda Arazi, dal quale nel 1945-46 passarono migliaia di profughi diretti in Palestina, attraverso i porti italiani.
Nel 1953 furono terminati i lavori di ricostruzione della sinagoga, nuovamente ristrutturata nel 1997. Nel 1964 le scuole ebbero la loro nuova sede nel grande complesso di via Sally Mayer 4/6 (dalla materna al liceo). In via Eupili furono ospitati vari uffici comunitari, incluso il Centro di Documentazione Ebraica Contemporanea (CDEC) con una ricchissima biblioteca specializzata sulla vita degli ebrei nell'Italia contemporanea e in particolare nel periodo dell'Olocausto.  Il centro di Via Eupili venne parzialmente ceduto, mantenendo solo la palazzina del no. 8, ove oggi hanno sede una sinagoga, la loggia del Bene Berith e ancora il CDEC.
A ricordo delle vittime della Shoah caricate al binario 21 della Stazione Centrale di Milano sui treni diretti ai campi di concentramento è stato realizzato il Memoriale della Shoah di Milano, inaugurato il 27 gennaio 2013 ed aperto parzialmente al pubblico. L'ingresso avviene da via Ferrante Aporti, ribattezzata in questo tratto in piazza Edmond J. Safra. La fine dei lavori è prevista per il 2014. Il CDEC e la sua biblioteca si trasferiranno in questa sede.
L'assistenza agli anziani è sempre stata una delle attività qualificanti; un primo centro aveva sede in via Jommelli (zona Loreto) in una villetta a schiera; negli anni '70 fu trasferito in via Leone XIII, in un palazzo appositamente disegnato dall'arch. Eugenio Gentili Tedeschi, e trasferito poi in un terreno di proprietà in via Arzaga (presso le scuole di via Sally Mayer).
La crescita demografica della comunità nel dopoguerra si è arricchita di nuovi apporti, in particolare dai paesi arabi (Libia, Egitto, Siria, Iraq, Libano), nonché dalla Turchia e dall'Iran, i quali hanno in larga misura preservato le loro identità nazionali, modificando completamente la fisionomia originaria della comunità milanese. Oggi più di 7.000 ebrei vivono a Milano.
Per le sepolture sono utilizzati il Cimitero Monumentale e il Cimitero Maggiore che hanno settori israelitici. Il riparto israeliti del Cimitero Monumentale contiene più di 1800 sepolture. 

## Ultime elezioni
Alle elezioni di ottobre 2021, Walker Meghnagi è stato eletto alla guidance della comunità ebraica milanese. Su 3.714 aventi diritto al voto hanno votato in 1.622, pari al 43,7%. (Nel 2019 avevano votato in 1.920, pari al 49,5%). La lista Beyahad – Insieme ha ottenuto 8.567 voti e 9 consiglieri, contro i 8.237 voti e 8 consiglieri della lista Milano Ebraica.

## Bollettino della Comunità ebraica di Milano
Il Bollettino della Comunità ebraica di Milano, noto anche come Bet Magazine , è la più antica testata ebraica italiana, pubblicata dal 1945, con 11 numeri all'anno (luglio/agosto escono come numero unico) con annesso lunario con l'elenco dettagliato di tutte le festività ebraiche . Tratta argomenti di attualità, cultura, pensiero ebraico, cronaca e ospita interventi dei maggiori Maestri dell'ebraismo contemporaneo.
È diretto da Fiona Diwan, già direttrice dei periodici Geo, Gulliver e Flair, e raggiunge un target di 20.000 persone mensili: alte istituzioni politiche cariche dello Stato, importanti enti e istituzioni culturali e sociali sul territorio lombardo e nazionali, biblioteche, archivi, università anche in America e Israele; lo ricevono per posta tutti gli ebrei milanesi e un indirizzario scelto delle Comunità ebraiche del Nord Italia, oltre a diverse centinaia di abbonati non ebrei ma interessati alla cultura ebraica.